# تیوپروسکالین
تیوپروسکالین (به انگلیسی: Thioproscaline) با فرمول شیمیایی C۱۳H۲۱NO۲S یک ترکیب شیمیایی است. که جرم مولی آن ۲۵۵٫۳۷۶ g/mol می‌باشد. 